# Andrena taiwanella
Andrena taiwanella är en biart som beskrevs av Dubitzky 2002. Andrena taiwanella ingår i släktet sandbin, och familjen grävbin. Inga underarter finns listade i Catalogue of Life.